# Casa natal de Ana Nery
A Casa natal de Ana Nery está localizada na cidade de Cachoeira, no estado da Bahia. É uma edificação do século XVIII e atualmente abriga o Museu Hansen Bahia. É tombado pelo Patrimônio Histórico.

## História
Nesta casa nasceu Ana Nery em 13 de dezembro de 1814. Ana Nery foi a pioneira da enfermagem no Brasil e heroína da Guerra do Paraguai, onde atuou como enfermeira para acompanhar seus filhos que foram recrutados para a guerra.
O imóvel foi tombado pelo IPHAN em 1941 e em 1952 incorporado ao Patrimônio do Estado da Bahia.

## Arquitetura
A Casa Natal de Ana Nery é um sobrado de dois pavimentos e com sótão, de planta retangular. Internamente possui divisórias de pau a pique e sua estrutura foi construída com alvenaria mista de pedra e tijolo.
Possui um corredor lateral que serve de comunicação para salas e cozinhas localizadas em um anexo.
Esta construção distingue-se de outras da época por ter seu pavimento térreo utilizado como residência.

## Tombamento
A Casa Natal de Ana Nery, em Cachoeira-BA, foi tombada pelo Instituto do Patrimônio Histórico e Artístico Nacional, em 01/03/1941, tendo sido inscrito no Livro do Tombo Histórico, sob o nº 157.